# Liste der Staatsoberhäupter 1907
Übersicht
◄◄ | ◄ | 1903 | 1904 | 1905 | 1906 | Liste der Staatsoberhäupter 1907 | 1908 | 1909 | 1910 | 1911 | ► | ►►

Weitere Ereignisse

## Afrika
- Ägypten (1882–1914 nominell Bestandteil des osmanischen Reiches, de facto britisches Protektorat)
  - Staatsoberhaupt: Khedive Abbas II. (1892–1914)
  - Regierungschef: Ministerpräsident Mustafa Fahmi Pascha (1891–1893, 1895–1908)
  - Britischer Generalkonsul:
    - Evelyn Baring, 1. Earl of Cromer (1883–6. Mai 1907)
    - Eldon Gorst (16. Mai 1907–1911)

- Äthiopien
  - Staats- und Regierungschef: Kaiser Menelik II. (1898–1913)

- Liberia
  - Staats- und Regierungschef: Präsident Arthur Barclay (1904–1912)

## Amerika

### Nordamerika
- Kanada
  - Staatsoberhaupt: König Eduard VII. (1901–1910)
    - Generalgouverneur: Albert Grey, 4. Earl Grey (1904–1911)

  - Regierungschef: Premierminister Wilfrid Laurier (1896–1911)

- Mexiko
  - Staats- und Regierungschef: Präsident Porfirio Díaz (1876–1880, 1884–1911)

- Neufundland (seit 26. September 1907 Dominion)
  - Staatsoberhaupt: König Eduard VII. (26. September 1907–1910)
    - Gouverneur: William MacGregor (26. September 1907–1909)

  - Regierungschef: Premierminister Robert Bond (26. September 1907–1909)

- Vereinigte Staaten von Amerika
  - Staats- und Regierungschef: Präsident Theodore Roosevelt (1901–1909)

### Mittelamerika
- Costa Rica
  - Staats- und Regierungschef: Präsident Cleto González Víquez (1906–1910, 1928–1932)

- Dominikanische Republik
  - Staats- und Regierungschef: Präsident Ramón Cáceres (1905–1911)

- El Salvador
  - Staats- und Regierungschef:
    - Präsident Pedro José Escalón (1903–1. März 1907)
    - Präsident Fernando Figueroa (1. März 1907–1911)

- Guatemala
  - Staats- und Regierungschef: Präsident Manuel José Estrada Cabrera (1898–1920)

- Haiti
  - Staats- und Regierungschef: Präsident Pierre Nord Alexis (1902–1908)

- Honduras
  - Staats- und Regierungschef:
    - Präsident Manuel Bonilla (1903–25. Februar 1907, 1912–1913)
    - Vorsitzender der provisorischen Regierungsjunta Miguel Oquelí Bustillo (25. Februar 1907–18. April 1907)
    - Präsident Miguel R. Dávila (18. April 1907–1911)

- Kuba (1906–1909 von den USA besetzt)
  - Gouverneur Charles Edward Magoon (1906–1909)

- Nicaragua
  - Staats- und Regierungschef: Präsident José Santos Zelaya (1893–1909)

- Panama
  - Staats- und Regierungschef: Präsident Manuel Amador Guerrero (1904–1908)

### Südamerika
- Argentinien
  - Staats- und Regierungschef: Präsident José Figueroa Alcorta (1906–1910)

- Bolivien
  - Staats- und Regierungschef: Präsident Ismael Montes (1904–1909, 1913–1917)

- Brasilien
  - Staats- und Regierungschef: Präsident Afonso Augusto Moreira Pena (1906–1909)

- Chile
  - Staats- und Regierungschef: Präsident Pedro Montt Montt (1906–1910)

- Ecuador
  - Staats- und Regierungschef: Präsident Eloy Alfaro (1883, 1895–1901, 1906–1911)

- Kolumbien
  - Staats- und Regierungschef: Präsident Rafael Reyes (1904–1909)

- Paraguay
  - Staats- und Regierungschef: Präsident Benigno Ferreira (1906–1908)

- Peru
  - Staatsoberhaupt: Präsident José Pardo y Barreda (1904–1908, 1915–1919) (1903–1904 Ministerpräsident)
  - Regierungschef:
    - Ministerpräsident Augusto B. Leguía y Salcedo (1904–1. August 1907) (1908–1912, 1919–1930 Präsident)
    - Ministerpräsident Agustín Tovar (1. August 1907–9. Oktober 1907)
    - Ministerpräsident Carlos A. Washburn Salas (9. Oktober 1907–1908)

- Uruguay
  - Staats- und Regierungschef:
    - Präsident José Batlle y Ordóñez (1899, 1903–1. März 1907, 1911–1915)
    - Präsident Claudio Williman (1. März 1907–1911)

- Venezuela
  - Staats- und Regierungschef: Präsident Cipriano Castro (1899–1909)

## Asien

### Ost-, Süd- und Südostasien
- Bhutan
  - Herrscher: König Ugyen Wangchuk (17. Dezember 1907–1926)

- China
  - Herrscher: Kaiser Guangxu (1875–1908, nominell)
  - Regentin: Kaiserinwitwe Cixi (1898–1908)

- Britisch-Indien
  - Kaiser: Eduard VII. (1901–1910)
  - Vizekönig: Gilbert Elliot-Murray-Kynynmound (1905–1910)

- Japan
  - Staatsoberhaupt: Kaiser Mutsuhito (1867–1912)
  - Regierungschef: Premierminister Fürst Saionji Kimmochi (1906–1908)

- Korea
  - Herrscher: Kaiser Gojong (1897–1907)

- Nepal
  - Staatsoberhaupt: König Prithvi (1881–1911)
  - Regierungschef: Ministerpräsident Chandra Shamsher Jang Bahadur Rana (1901–1929)

- Siam (heute: Thailand)
  - Herrscher: König Chulalongkorn (1868–1910)

### Vorderasien
- Persien (heute: Iran)
  - Staatsoberhaupt:
    - Schah Mozaffar ad-Din Schah (1896–1907)
    - Schah Mohammad Ali Schah (1907–1909)

  - Regierungschef:
    - Ministerpräsident Amin os-Soltan (1906–Januar 1907)
    - Ministerpräsident Moshir al-Dawlah (Januar–Februar 1907)
    - Ministerpräsident Vazir Afkham (Februar–April 1907)

### Zentralasien
- Afghanistan
  - Herrscher: Emir Habibullah Khan (1901–1919)

## Australien und Ozeanien
- Australien
  - Staatsoberhaupt: König Eduard VII. (26. September 1907–1910)
  - Generalgouverneur:  Baron Henry Northcote (26. September 1907–1908)
  - Regierungschef: Premierminister Alfred Deakin (26. September 1907–1908)

- Neuseeland
  - Staatsoberhaupt: König Eduard VII. (6. September 1907–1910)
  - Gouverneur: Baron William Plunket (6. September 1907–1910)
  - Regierungschef: Premierminister Joseph Ward (6. September 1907–1912)

## Europa
- Andorra
  - Co-Fürsten:
    - Staatspräsident von Frankreich: Armand Fallières (1906–1913)
    - Bischof von Urgell:
      - Josep Pujargimzú (20. April 1907–11. Juli 1907) (kommissarisch)
      - Juan Benlloch y Vivó (11. Juli 1907–1919)

- Belgien
  - Staatsoberhaupt: König Leopold II. (1865–1909)
  - Regierungschef:
    - Ministerpräsident Paul de Smet de Naeyer (1896–1899, 1899–2. Mai 1907)
    - Ministerpräsident Jules de Trooz (2. Mai 1907–31. Dezember 1907)

- Bulgarien
  - Staatsoberhaupt: Fürst Ferdinand I. (1887–1918) (ab 1908 Zar)
  - Regierungschef:
    - Ministerpräsident Dimitar Petkow (1906–11. März 1907)
    - Ministerpräsident Dimitar Stantschow (12. März 1907–16. März 1907)
    - Ministerpräsident Petar Gudew (16. März 1907–1908)

- Dänemark
  - Staatsoberhaupt: König Friedrich VIII. (1906–1912)
  - Regierungschef: Ministerpräsident Jens Christian Christensen (1905–1908)

- Deutsches Reich
  - Kaiser: Wilhelm II. (1888–1918)
    - Reichskanzler: Bernhard von Bülow (1900–1909)

  - Anhalt
    - Herzog: Friedrich II. (1904–1918)
      - Staatsminister: Johann von Dallwitz (1903–1909)

  - Baden
    - Großherzog: Friedrich I. (1856–1907)
    - Großherzog: Friedrich II. (1907–1918)
      - Staatsminister: Alexander von Dusch (1905–1917)

  - Bayern
    - König: Otto I. (1886–1913)
      - Regent: Prinzregent Luitpold (1886–1912)
        - Vorsitzender im Ministerrat: Clemens Freiherr von Podewils-Dürniz (1903–1912)

  - Braunschweig
    - Präsident des Regentschaftsrates: Albert von Otto (1906–1907)
    - Regent: Johann Albrecht Herzog zu Mecklenburg (1907–1913)

  - Bremen
    - Bürgermeister: Victor Wilhelm Marcus (1907) (1909) (1912)

  - Reichsland Elsaß-Lothringen
    - Kaiserlicher Statthalter: Hermann Fürst zu Hohenlohe-Langenburg (1894–1907)
    - Kaiserlicher Statthalter: Karl Fürst von Wedel (1907–1914)
      - Staatssekretär des Ministeriums für Elsaß-Lothringen: Ernst Matthias von Köller (1901–1908)

  - Hamburg
    - Erster Bürgermeister: Johann Otto Stammann (1907)

  - Hessen-Darmstadt
    - Großherzog: Ernst Ludwig (1892–1918)
      - Präsident des Gesamtministeriums: Carl Ewald (1906–1918)

  - Lippe
    - Fürst: Leopold IV. (1905–1918)

  - Lübeck
    - Bürgermeister: Ernst Christian Johannes Schön (1907–1908)

  - Mecklenburg-Schwerin
    - Großherzog: Friedrich Franz IV. (1897–1918)
      - Staatsminister: Carl Graf von Bassewitz-Levetzow (1901–1914)

  - Mecklenburg-Strelitz
    - Großherzog: Adolf Friedrich V. (1904–1914)
      - Staatsminister: Friedrich von Dewitz (1895–1907)

  - Oldenburg
    - Großherzog: Friedrich August II. (1900–1918)
      - Staatsminister: Wilhelm Friedrich Willich (1900–1908)

  - Preußen
    - König: Wilhelm II. (1888–1918)
      - Ministerpräsident: Bernhard von Bülow (1900–1909)

  - Reuß ältere Linie
    - Fürst: Heinrich XXIV. (1902–1918)
      - Regent: Heinrich XIV. (Reuß jüngere Linie) (1902–1908)

  - Reuß jüngere Linie
    - Fürst: Heinrich XIV. (1867–1913)

  - Sachsen
    - König: Friedrich August III. (1904–1918)
      - Vorsitzender des Gesamtministeriums: Konrad Wilhelm von Rüger (1906–1910)

  - Sachsen-Altenburg
    - Herzog: Ernst I. (1853–1908)

  - Sachsen-Coburg und Gotha
    - Herzog Carl Eduard (1900–1918)
    - Staatsminister Ernst von Richter (1905–1914)

  - Sachsen-Meiningen
    - Herzog: Georg II. (1866–1914)

  - Sachsen-Weimar-Eisenach
    - Großherzog: Wilhelm Ernst (1901–1918)

  - Schaumburg-Lippe
    - Staatsoberhaupt: Fürst Georg (1893–1911)
    - Regierungschef: Staatsminister Friedrich von Feilitzsch (1898–1918)

  - Schwarzburg-Rudolstadt
    - Fürst: Günther Victor (1890–1918)

  - Schwarzburg-Sondershausen
    - Fürst: Karl Günther (1880–1909)

  - Waldeck und Pyrmont (seit 1968 durch Preußen verwaltet)
    - Fürst: Friedrich (1893–1918)
    - Preußischer Landesdirektor: Johannes von Saldern (1886–1907)
    - Preußischer Landesdirektor: Leo Marquard von Lützow (1907–1908)

  - Württemberg
    - König: Wilhelm II. (1891–1918)
      - Präsident des Staatsministeriums: Karl von Weizsäcker (1906–1918)

- Finnland (1809–1917 autonomes Großfürstentum des Russischen Kaiserreichs)
  - Staatsoberhaupt: Großfürst Nikolaus II. (1894–1917)
    - Generalgouverneur: Nikolai Nikolajewitsch Gerhard (1905–1908)

- Frankreich
  - Staatsoberhaupt: Präsident Armand Fallières (1906–1913)
  - Regierungschef: Präsident des Ministerrats Georges Clemenceau (1906–1909, 1917–1920)

- Griechenland
  - Staatsoberhaupt: König Georg I. (1863–1913)
  - Regierungschef: Ministerpräsident Georgios Theotokis (1899–1901, 1903, 1903–1904, 1905–1909)

- Italien
  - Staatsoberhaupt:König Viktor Emanuel III. (1900–1946)
  - Regierungschef: Ministerpräsident Giovanni Giolitti (1892–1893, 1903–1905, 1906–1909, 1911–1914, 1920–1921)

- Liechtenstein
  - Staats- und Regierungschef: Fürst Johann II. (1858–1929)

- Luxemburg
  - Staatsoberhaupt: Großherzog Wilhelm IV. (1905–1912) (1902–1905 Regent)
  - Regierungschef: Premierminister Paul Eyschen (1888–1915)

- Monaco
  - Staats- und Regierungschef: Fürst Albert I. (1889–1922)

- Montenegro
  - Fürst: Nikola I. Petrović Njegoš (1860–1918) (ab 1910 König)
  - Regierungschef:
    - Ministerpräsident Marko Radulović (1906–1. Februar 1907)
    - Ministerpräsident Andrija Radović (1. Februar 1907–17. April 1907, 1916–1917)
    - Ministerpräsident Lazar Tomanović (17. April 1907–1912)

- Neutral-Moresnet (1830–1915 unter gemeinsamer Verwaltung von Belgien und Preußen)
  - Staatsoberhaupt: König von Belgien Leopold II. (1865–1909)
    - Kommissar: Fernand Bleyfuesz (1889–1915, 1918–1920)

  - Staatsoberhaupt: König von Preußen Wilhelm II. (1888–1918)
    - Kommissar: Alfred Gülcher (1893–1909)

  - Bürgermeister: Hubert Schmetz (1885–1915)

- Niederlande
  - Staatsoberhaupt: Königin Wilhelmina (1890–1948)
  - Regierungschef: Ministerpräsident Theo de Meester (1905–1908)

- Norwegen
  - Staatsoberhaupt: König Haakon VII. (1905–1957)
  - Regierungschef:
    - Ministerpräsident Christian Michelsen (1905–23. Oktober 1907)
    - Ministerpräsident Jørgen Løvland (23. Oktober 1907–1908)

- Osmanisches Reich
  - Staatsoberhaupt: Sultan Abdülhamid II. (1876–1909)
  - Regierungschef: Großwesir Avlonyalı Mehmet Ferit Pascha (1903–1908)

- Österreich-Ungarn
  - Staatsoberhaupt: Kaiser Franz Joseph I. (1848–1916)
  - Regierungschef von Cisleithanien: Ministerpräsident Max Wladimir von Beck (1906–1908)
  - Regierungschef von Transleithanien: Ministerpräsident Sándor Wekerle (1892–1895, 1906–1910, 1917–1918)

- Portugal
  - Staatsoberhaupt: König Karl I. (1889–1908)
  - Regierungschef: Ministerpräsident João Franco (1906–1908)

- Rumänien
  - Staatsoberhaupt: König Karl I. (1866–1914) (bis 1881 Fürst)
  - Regierungschef:
    - Ministerpräsident Gheorghe Grigore Cantacuzino (1899–1900, 1905–24. März 1907)
    - Ministerpräsident Dimitrie Sturdza (1895–1896, 1897–1899, 1901–1905, 24. März 1907–1909)

- Russland
  - Staatsoberhaupt: Zar Nikolaus II. (1894–1917)
  - Regierungschef: Ministerpräsident Pjotr Stolypin (1906–1911)

- San Marino
  - Capitani Reggenti:
    - Alfredo Reffi (1906–1. April 1907, 1910, 1915–1916) und Giovanni Arzilli (1906–1. April 1907, 1910, 1916–1917, 1922)
    - Ciro Belluzzi (1. April 1907–1. Oktober 1907, 1913–1914) und Francesco Pasquali (1. April 1907–1. Oktober 1907, 1912, 1919–1920, 1928)
    - Giuseppe Angeli (1. Oktober 1907–1908, 1913) und Francesco Valli (1. Oktober 1907–1908)

  - Regierungschef: Liste der Außenminister San Marinos Domenico Fattori (1855–1910)

- Schweden
  - Staatsoberhaupt:
    - König Oskar II. (1872–8. Dezember 1907) (1872–1905 König von Norwegen)
    - König Gustav V. (Schweden) (8. Dezember 1907–1950)

  - Regierungschef: Ministerpräsident Arvid Lindman (1906–1911, 1928–1930)

- Schweiz[1]
  - Bundespräsident: Eduard Müller (1899, 1907, 1913)
  - Bundesrat:
    - Adolf Deucher (1883–1912)
    - Josef Zemp (1892–1908)
    - Eduard Müller (1895–1919)
    - Ernst Brenner (1897–1911)
    - Robert Comtesse (1900–1912)
    - Marc-Emile Ruchet (1900–1912)
    - Ludwig Forrer (1903–1917)

- Serbien
  - König Peter I. Karadjordjevic (1903–1918)
  - Regierungschef: Ministerpräsident Nikola Pašić (1891–1892, 1904–29. Mai 1905, 1906–1908, 1909–1911, 1912–1918) (1918, 1921–1924, 1924–1926 Ministerpräsident des Königreichs der Kroaten, Serben und Slowenen)

- Spanien
  - Staatsoberhaupt: König Alfons XIII. (1886–1941)
  - Regierungschef:
    - Ministerpräsident Antonio Aguilar Correa, Marqués de la Vega de Armijo (1906–25. Januar 1907)
    - Ministerpräsident Antonio Maura Montaner (1903–1904, 25. Januar 1907–1909, 1918, 1919, 1921–1922)

- Vereinigtes Königreich:
  - Staatsoberhaupt: König Eduard VII. (1901–1910)
  - Regierungschef: Premierminister Henry Campbell-Bannerman (1905–1908)